# نسبة الانضغاط

نسبة الانضغاط مصطلح يستخدم في محركات الاحتراق الداخلي والخارجي ويساوي النسبة بين حجم الغاز في الإسطوانة عندما يكون المكبس عند النقطة الميتة السفلي إلي حجم الغاز عندما يكون المكبس عند النقطة الميتة العليا ويعبر عنه بالرمز r حيث
{\displaystyle \ r={\frac {V_{c}+V_{d}}{V_{c}}}}
- vc:حجم الخلوص (الحجم بين سطح المكبس عندما يكون عند النقطة الميتة العليا وسطح الإسطوانة وهو عادة حجم غرفة الاحتراق).[1][2]
- vd: الحجم المزاح (الحجم بين النقطة الميتة السفلي والنقطة الميتة العليا).

وتستخدم نسبة الانضغاط للدلالة علي أداء المحرك ، ويصمم المحرك بنسبة انضغاط ثابتة حيث يكون المحرك أفضل كلما زادت نسبة الانضغاط ولكن لها حد معين لا تتجاوزه يعتمد علي تصميم المحرك.
تعتمد نسبة الانضغاط على:
- حجم غرفة الاحتراق.
- حجم الإسطوانة.

تتراوح نسبة الانضغاط في محركات البنزين من 8:12 وفي محركات الديزل من 12:24.

## تأثير ونسب الضغط النموذجية للمحركات:
من المرغوب فيه أن يكون لمحرك الباطن نسبة ضغط عالية لأنها تسمح له باستخراج طاقة ميكانيكية أكبر من كتلة معينة من خليط الهواء والوقود بسبب كفاءتها الحرارية العالية. يحدث هذا لأن محركات الاحتراق الداخلي هي محركات حرارية، وتسمح نسب الضغط الأعلى بالوصول إلى نفس درجة حرارة الاحتراق باستخدام وقود أقل، مع توفير دورة تمدد أطول، مما يؤدي إلى زيادة استخراج الطاقة الميكانيكية وتقليل درجة حرارة العادم.

### محركات البنزين:
في محركات البنزين المستخدمة في سيارات الركاب خلال العشرين عامًا الماضية، تتراوح نسب الضغط عادةً بين 8: 1 و 12: 1. ومع ذلك، استخدمت عدة محركات إنتاجية نسب ضغط أعلى، بما في ذلك:
- سيارات تم تصنيعها بين 1955 و 1972: حيث صُممت للعمل مع البنزين عالي الأوكتان المحتوي على الرصاص، والذي سمح بنسب ضغط تصل إلى 13: 1.
- محركات Mazda SkyActiv: استخدمت محركات مازدا SkyActiv التي أُصدرت منذ عام 2012 نسب ضغط تصل إلى 16: 1، وذلك بفضل تحسين عملية تطهير غازات العادم (لضمان انخفاض درجة حرارة الأسطوانة قدر الإمكان قبل شوط السحب) بالإضافة إلى تقنية الحقن المباشر للوقود. تسمح هذه التقنيات باستخدام البنزين العادي غير المضاف إليه رصاص (95 رون في المملكة المتحدة).[3]
- محرك تويوتا ديناميك فورس: يصل نسبة ضغطه إلى 14: 1.
- محرك Ferrari 458 Speciale لعام 2014: يمتلك أيضًا نسبة ضغط تبلغ 14: 1.

عندما يتم استخدام الشحن التوربيني أو التضاغطي (مثل التوربو أو السوبرشارجر)، غالبًا ما تكون نسبة الضغط أقل من المحركات ذات السحب الطبيعي. ويعود ذلك إلى قيام الشاحن التوربيني/السوبرشارجر بضغط الهواء قبل دخوله الأسطوانات. كما تتميز المحركات التي تستخدم تقنية حقن الوقود في مجرى السحب عادةً بتشغيل تضاغطي منخفض و/أو نسب ضغط أقل من المحركات ذات الحقن المباشر للوقود. ويعود ذلك إلى أن حقن الوقود في مجرى السحب يؤدي إلى تسخين خليط الهواء والوقود معًا، مما يؤدي إلى الطرق. بالمقابل، يمكن للمحركات ذات الحقن المباشر العمل بتضاغطي أعلى لأن الهواء الساخن لن يطرق في غياب الوقود.
يمكن أن تجعل نسب الضغط المرتفعة محركات البنزين أكثر عرضة لظاهرة طرق المحرك (المعروفة أيضًا باسم "الاحتراق المتقدم" أو "الطرقة") إذا تم استخدام وقود أقل رقم أوكتان. ويمكن أن يؤدي ذلك إلى انخفاض الكفاءة أو تلف المحرك إذا لم تكن هناك مستشعرات طرقة تعمل على تعديل توقيت الاشتعال.

## الصيغة الرياضية
في المحرك الترددي، نسبة الانضغاط الثابتة ( {\displaystyle \mathrm {CR} } ) هي النسبة بين حجم الأسطوانة وغرفة الاحتراق عندما يكون المكبس في أسفل شوطه، وحجم غرفة الاحتراق عندما يكون المكبس في أعلى شوطه. ولذلك يتم حسابه بالصيغة{\displaystyle \mathrm {CR} ={\frac {V_{d}+V_{c}}{V_{c}}}}